# Johannes röd höst
Johannes röd höst, eller Johannes röda höstäpple, är en äppelsort som ursprungligen är en schweizisk sort. Äpplets skal är fett och har en grönaktig och rödaktig färg. Fruktköttet är grovt, rödfärgat närmast skalet, och har en stark syrlig smak. Johannes röd höst mognar omkring november/januari och passar bra i köket. Äpplet är medelstort. I Sverige odlas Johannes röd höst gynnsammast i zon 3-5.